# هولیوس ۵۷۰۳
سیارک ۵۷۰۳ (به انگلیسی: 5703 Hevelius، نامگذاری:1931VS) پنج هزار و هفتصد و سومین سیارک کشف شده‌است که در ۱۵ نوامبر ۱۹۳۱ و در هایدلبرگ کشف شد.
قدر مطلق سیارک برابر ۱۳٫۰۰ است.